# Cryptantha filiformifolia
Cryptantha filiformifolia är en strävbladig växtart som beskrevs av Macbride. Cryptantha filiformifolia ingår i släktet Cryptantha, och familjen strävbladiga växter. Inga underarter finns listade i Catalogue of Life.